# 935 Clivia
A 935 Clivia (ideiglenes jelöléssel 1920 HM) a Naprendszer kisbolygóövében található aszteroida. Karl Wilhelm Reinmuth fedezte fel 1920. szeptember 7-én, Heidelbergben.